# Morten Hee Andersen
Morten Hee Andersen (22. maj 1991 i Roskilde) er en dansk skuespiller.
Han er bedst kendt for sine roller i bl.a. tv-serierne Sygeplejeskolen og Carmen Curlers og i filmen Margrethe den 1.

## Filmografi

### Film
| År   | Film                     | Rolle    | Noter    |
| ---- | ------------------------ | -------- | -------- |
| 2010 | Ronnie ser på stjernerne | Jonas    | kortfilm |
| 2016 | Pistol                   | Røver    |          |
| 2018 | Charmøren                | Bargæst  |          |
| 2021 | Margrete den Første      | Erik     |          |
| 2021 | Venuseffekten            | Jonas    |          |
| 2022 | Krysantemum              | Anders   |          |
| 2023 | Når befrielsen kommer    | Birk     |          |
| 2023 | Bastarden                | Johannes |          |

### TV-serie
| År        | Serie           | Rolle        | Noter                                               |
| --------- | --------------- | ------------ | --------------------------------------------------- |
| 2017-2018 | Herrens veje    | August Krogh | Episoder: 1, 2, 3, 4, 5, 6, 7, 8, 9, 10, 11, 13, 17 |
| 2018-2019 | Sygeplejeskolen | Erik Larsen  |                                                     |
| 2019      | Fred til lands  | Mike         |                                                     |
| 2022      | Carmen Curlers  | Axel Byvang  |                                                     |